# روزگاران
روزگاران یا با عنوان کامل روزگاران؛ تاریخ ایران از آغاز تا سقوط سلطنت پهلوی نام یک کتاب در مورد تاریخ ایران نوشتهٔ عبدالحسین زرین‌کوب است. این کتاب برای اولین بار در سه جلد با عنوان‌های جلد اول روزگاران ایران و جلد دوم و سوم روزگاران توسط انتشارات سخن در سال‌های ۱۳۷۵–۱۳۷۴ به چاپ رسیده‌است. تا سال ۱۳۹۰ چاپ این کتاب به چاپ دوازدهم رسیده‌است.